# Viktorija Rosjtjyna
Viktorija Volodymyrivna Rosjtjyna (ukrainska: Вікторія Володимирівна Рощина, engelska: Viktoriia Roshchyna), född 6 oktober 1996 i Zaporizjzja, död 19 september 2024, var en ukrainsk journalist. Hon avled i rysk fångenskap efter att i augusti 2023 ha tillfångatagits i Enerhodar, i den av Ryssland ockuperade delen av Zaporizjzja oblast.

## Biografi

### Bakgrund
Rosjtjyna växte upp i Kryvyj Rih i centrala Ukraina. Hon rapporterade för Ukrajinska Pravda. Hennes redaktör har beskrivit att hon såg det som ett kall att berätta om vad som försiggick under Rysslands ockupation.

### Arbete
I mars 2022 rapporterade hon från den av Ryssland ockuperade staden Berdjansk. Där blev hon tillfångatagen och överlämnad till FSB som tvingade henne att spela in en propagandavideo innan hon senare släpptes fri. Efter hemkomsten fortsatte hon att korsa frontlinjen. Totalt skulle hon komma att göra minst fyra reportageresor till de av Ryssland ockuperade områdena.
Rosjtjyna var en av få ukrainska journalister som under 2023 rapporterade från de ryskockuperade delarna av Ukraina. Hon anmäldes försvunnen i augusti 2023. Det skulle dock dröja många månader innan ryska försvarsdepartementet i ett brev till Rosjtjynas far, daterat den 17 april 2024, bekräftade att hon befann sig i fångenskap i Ryssland.

### Fängslande och död
Den 26 juli 2023 korsade Rosjtjyna gränsen till Ryssland från Litauen. Därifrån tog hon sig på okänt sätt till den ockuperade delen av Zaporizjzja oblast, där hon den 3 augusti tillfångatogs i Enerhodar, på Dneprs västra bank. Hon fördes längre söderut till Melitopol, där hon skall ha varit fängslad fram till december 2023, då hon flyttades till ryska Taganrog. Den 13 september 2024 skulle hon ha ingått i en fångutväxling, men hon kom av okänd anledning inte med. En av hennes medfångar i Taganrog, som deltog i utväxlingen, var den senaste kända människa att den 8 september se henne vid liv. Den 10 oktober bekräftades hennes död, och enligt ryska myndigheter avled hon den 19 september.
Rosjtjynas kvarlevor fördes i februari 2025 till Ukraina i samband med en utväxling. Kroppen bar enligt ukrainska åklagare spår av tortyr i form av blödningar, ett brutet revben, nackskador och möjliga brännmärken från elstötar på fötterna. En obduktion hade genomförts och dessutom saknades hjärnan, ögonen och struphuvudet.

### Rättsligt efterspel
I augusti 2025 åtalades i sin frånvaro den ryske fångchefen Alexander Shtuda som ansvarig för de grova övergrepp som ledde till Rosjtjynas död.